# Hédi Fried
Hédi Fried (Sighetu Marmației, 15 giugno 1924 – Stoccolma, 20 novembre 2022) è stata una scrittrice rumena naturalizzata svedese.

## Biografia
Sopravvisse all'Olocausto, dopo essere stata rinchiusa ad Auschwitz e a Bergen-Belsen. Fu liberata nel luglio 1945 e trasportata con la barca M/S Rönnskär dalla Croce Rossa Internazionale verso la Svezia. Qui studiò psicologia all'Università di Stoccolma Dagli anni '90 iniziò a scrivere libri sull'Olocausto. Hédi Fried nel 1997 venne premiata con la medaglia Illis Quorum e nel 1998 ricevette il premio Natur & Kulturs Kulturpris, un premio culturale per il suo lavoro letterario. Nel 2002 diventò dottore onorario della stessa Università, nel 2015 con il premio Raoul Wallenberg Academy, e nel 2016 con l'Ordine della Stella di Romania con il grado di Cavaliere (Cavaler) così come nel 2017 con la Verdienstkreuz I. Klasse der Bundesrepublik Deutschland di Germania.

## Pubblicazioni
- 1992 – Skärvor av ett liv. Vägen till och från Auschwitz, Natur & Kultur, ISBN 91-27-02963-8
- 1995 – Livet tillbaka, Natur & Kultur, ISBN 91-27-05353-9
- 2002 – Ett tredje liv: från jordbävning i själen till meningsfull tillvaro, Natur & Kultur, ISBN 91-27-09280-1
- 2003 – Livets pendel. Fragment, erfarenheter, insikter, Lärarhandledning Natur & Kultur, ISBN 91-27-09398-0